# 우사역
우사역(일본어: 宇佐駅)은 일본 오이타현 우사시에 위치한 규슈 여객철도 소속 철도역이며, 닛포 본선의 정차역이다.
당 역과 니시야시키역의 사이가 구 부젠 국과 구 분고 국의 경계에 해당되며, 열차의 운행 계통상에서도 고쿠라 방면에서의 보통 열차의 대부분은 당 역에서 되돌아온다. 특급 열차는 약 반 정도가 당 역에 정차한다.

## 역 구조 및 승강장
단식 승강장 1면 1선과 섬식 승강장 1면 2선, 합계 2면 3선의 플랫폼을 가지는 지상역이다. 1번 선이 상행선 본선, 2번 선이 대피선, 3번 선이 하행선 본선이다. 서로의 승강장은 과선교에서 연락하고 있다.
규슈 교통 기획이 역 업무를 실시하는 업무 위탁역이며, 발권 창구가 설치되어 있다. 2012년에 IC카드 SUGOCA를 당 역에 도입할 예정이다.
| 플랫폼 | 노선        | 방향   | 행선지                          |
| 1      | ■ 닛포 본선 | 상행선 | 나카쓰 · 유쿠하시 · 고쿠라 방면 |
| 2      | ■ 닛포 본선 | 대비선 |                                 |
| 3      | ■ 닛포 본선 | 하행선 | 벳푸 · 오이타 방면              |

## 인접 역
| 닛포 본선              | 닛포 본선 | 닛포 본선                     |
| ---------------------- | --------- | ----------------------------- |
| 부젠나가스 고쿠라 방면 | ■ 쾌속    | 시·종착역                     |
| 부젠나가스 고쿠라 방면 | ■ 보통    | 니시야시키 가고시마 중앙 방면 |